# Константин Мустаков
Константин Хаджииванов Мустаков е български търговец и адвокат.

## Биография
Той е най-малкият син в семейството на хаджи Иван и Елена Мустакови. Негови братя са търговците Никифор, Никола, Христофор и Димитър Мустакови. Адвокат е на обвиняеми българи - участници в първия и втория Браилски бунт.
През 1843 г. участва в третия Браилски бунт. Приема се, че заедно с брат си Христофор, е сред ръководителите на т.нар. Сръбска етерия от бунта. На него е възложено да напише на прокламация на български, румънски, сръбски и гръцки език, която трябва да се разпространи в момента на избухването на отделните бунтове. Поради нежеланието на властите да разкрият цялата дълбочина на планираното през 1843 г. движение, което е свързано и с претенциите на К. Суцу към влашкия княжески престол и опитите на Михаил Обренович за връщане в Сърбия, Константин Мустаков не е привлечен под отговорност и не е съден.
Автор е на учебното помагало „Чистописание“, издадено през 1861 г. „в полза на Габровското училище“.